# Rosemaling

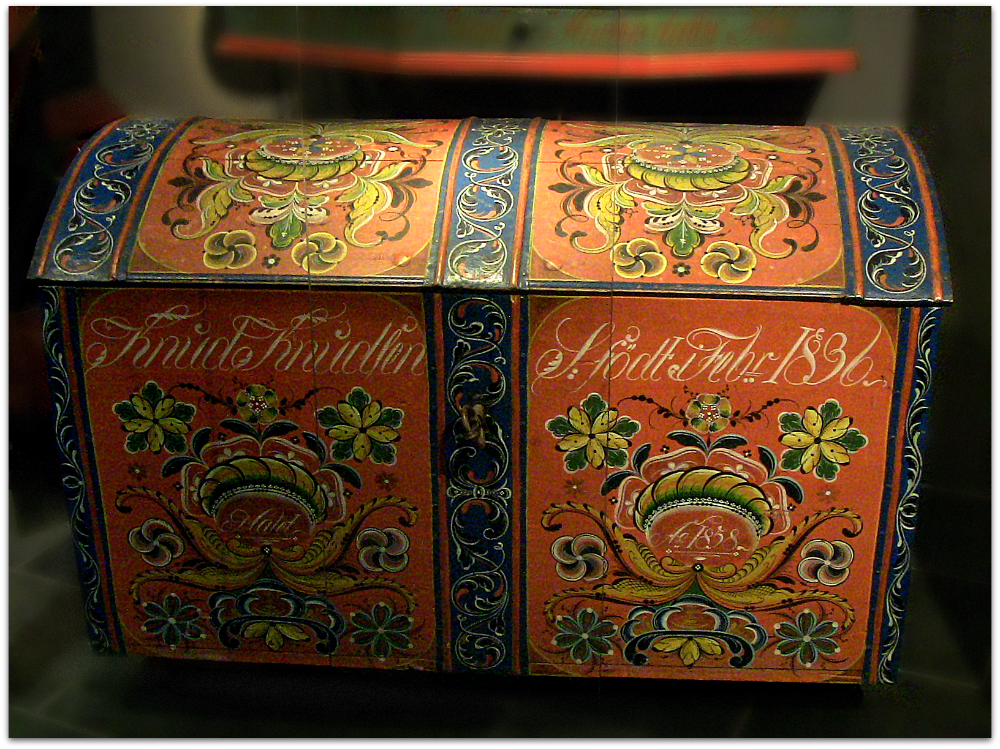
Tècnica d'art Rosemaling

El Rosemaling (en noruec, pintura de roses) és un estil de pintura ornamental d'art decoratiu que va ser comuna en diverses localitats rurals de Noruega entre l'any 1740 i el 1860 aproximadament, especialment a la província de Telemark i la vall de Hallingdal, però també en Numedal, Setesdal i en algunes valls de les províncies de Vest-*Agder, Hordaland, Sogn og Fjordane i Rogaland.
Va començar en les terres baixes de l'est de Noruega al voltant de 1750 quan es van introduir en la cultura rural de Noruega estils artístics de classe alta com el Barroc, la Regència i el Rococó. Al principi els pintors de Noruega van seguir aquests estils europeus de prop.
Els motius del Rosemaling són sobretot formes florals i foliars planes, que conformen elegants traços en forma de S i C, amb combinacions cromàtiques fortes i sovint refinades. S'empra en decoració d'interiors, en portes, mobles i diversos utensilis de fusta. L'estil de les seves formes va ser també copiat en joieria i en el brodat de vestits regionals.
Existeixen tres diferents estils:
- El que prové del centre de Noruega amb influència barroca que destaca pels seus colors vius.
- El de la Costa Sud-Oriental que destaca pels fons foscs, i motius amb molts colors.
- El de la Regió de Telemark que té influències Rococó i destaquen els contorns foscs i fons vermells.
Aquest tipus de decoració es considera avui dia com a part de l'art popular noruec, i la seva tradició es manté viva en tallers artesanals de diversos pobles.

## Història
Les persones que es van guanyar la vida pel seu manteniment no haurien estat propietaris de terres sinó pobres, habitants de la ciutat. Després de rebre capacitació dins d'un "gremi", viatjaven de comtat a comtat per a pintar esglésies i / o les cases dels rics per una comissió de diners o simplement d'allotjament i menjar. D'aquesta manera, el Rosemaling es va portar sobre les muntanyes i cap a la costa occidental de Noruega.
Una vegada més lluny de la influència dels gremis, aquests artistes van provar noves idees i motius. Aviat es van desenvolupar forts estils regionals. A mesura que passava el temps, les valls de Telemark i Hallingdal es van fer coneguts pel seu excel·lent Rosemaling. En la seva exposició al Rosemaling, la gent rural sovint imitava aquest art popular. Al no haver estat ensenyat en un gremi urbà, l'afeccionat es va tornar espontani i expressiu en el seu treball sobre objectes més petits, com a gots i caixes.
El Rosemaling noruec va continuar la seva migració cap a l'oest fins a Amèrica. L'emigració va ser intensa en algunes de les àrees on Rosemaling estava ben establerta. Els viatgers van empacar bells baguls per a fer el seu viatge a través de l'Atlàntic. Pintors coneguts i menys coneguts van viatjar al Nou Món. No obstant això, la contribució d'aquesta generació d'emigrants al roser estatunidenc va ser insignificant. Finalment va passar de moda al voltant de 1860-1870.
Aquest estil va experimentar el seu renaixement a Amèrica en el segle XX quan els noruecs estatunidencs van parar esment als troncs pintats i altres objectes portats als Estats Units pels seus avantpassats. Per Lysne, qui va néixer a Noruega i va aprendre a Rosemal allí, se li atribueix la inspiració d'aquest renaixement. Va arribar als Estats Units a principis del segle xx i va treballar com a pintor de vagons en Stoughten, Wisconsin. Quan el negoci es va desaccelerar durant la Depressió, va començar de nou amb el Rosemaling. Altres noruecs-estatunidencs, entre els quals destaca EthelKvalheim, van observar el treball de Per i va néixer el Rosemaling estatunidenc.
Avui dia el Rosemaling noruec s'ensenya en moltes àrees dels Estats Units. Les associacions de Rosemaling patrocinen classes i concursos. El Vesterheim Norwegian-*American Museum en Decorah, Iowa, conegut per la seva gran col·lecció d'objectes Rosemaling noruecs i estatunidencs, ofereix classes de Rosemaling durant tot l'any i té una competència anual de Rosemaling en tot el país.